# A Better Place (Fernsehserie)
A Better Place ist eine Fernsehserie mit Maria Hofstätter, Steven Sowah und Katharina Schüttler, die unter der Regie von Anne Zohra Berrached und Konstantin Bock entstand. Als Head-Autor und Showrunner fungierte Alexander Lindh. Premiere war am 18. Oktober 2024 am Film Festival Cologne.

## Handlung
Bürgermeister Amir Kaan und Kriminologin Petra Schach rufen in Rheinstadt das Resozialisierungsprogramm TRUST ins Leben. Ziel ist eine Welt ohne Gefängnisse. Das örtliche Gefängnis wird geschlossen, die Inhaftierten sollen in die Gesellschaft integriert werden. Anstelle einer Haftstrafe bekommen die bisherigen Häftlinge Therapie, Arbeit und Wohnung.
Zu den Ex-Häftlingen gehört der 20-jährige Nader, der eine Stelle als Autohändler antritt. Außerdem versucht er, sich dem Einfluss seiner kriminellen Schwester Yara und deren Clique zu entziehen. Ein weiterer Teilnehmer am TRUST-Programm ist Mark Blum, der nach seiner Freilassung versucht, das Vertrauen seiner Kinder und seiner Ehefrau und TRUST-Mitarbeiterin Eva Blum zurückzugewinnen.
Für einige ist dies ein Schlag ins Gesicht der Opfer, sodass es von Beginn an in der Bevölkerung Widerstand gegen das Programm gibt. Zu den Gegnern gehört die 40-jährige Nesrin Gül, die ihren Sohn durch eine Tat des freigelassenen Klaus Bäumer verloren hat. Ihre Wut belastet auch die Beziehung zu ihrem Mann Tayfun.
Nach einer Reihe von Raubüberfällen und einem Datenleck, bei dem die Daten der Programmteilnehmer bekannt werden, geraten die Initiatoren unter Druck. Von Bürgermeister Kaan wird durchgesetzt, dass den Teilnehmern digitale Handfesseln zur Überwachung angelegt werden. In weiterer Folge kommt es zu Protesten und auch Gewalt gegen das TRUST-Zentrum.

## Produktion und Hintergrund
Die Dreharbeiten fanden an 80 Drehtagen vom 25. Juli bis zum 1. Dezember 2023 in Nordrhein-Westfalen statt. Drehorte waren unter anderem Wuppertal, Mönchengladbach und Leverkusen. In Mönchengladbach wurde auf dem Sonnhausplatz, im Hans-Jonas-Park, auf der Fliethstraße und in der Rheydter Innenstadt gedreht.
Als Head-Autor und Showrunner fungierte Alexander Lindh, Regie führten Anne Zohra Berrached und Konstantin Bock. Das Drehbuch schrieben Karin Kaçi, Bahar Bektas, Nora Gantenbrink, Daniel Hendler, Emanuel Tessema, Maryam Zaree und Svenja Bungarten.
Die Serie wurde von Komplizen Serien, Studiocanal Series, The Post Republic und der österreichischen Film AG in Zusammenarbeit mit dem Westdeutschen Rundfunk und ARD Degeto für die ARD, Canal+ Frankreich und Canal+ Österreich produziert. Den internationalen Vertrieb übernahm Studiocanal TV. Als Produzenten fungierten Alexander Lindh, Laurent Mercier, David Keitsch, Jonas Dornbach, Janine Jackowski, Nicolas Loock, Kalle Friz, Alexander Glehr und Johanna Scherz. Unterstützt wurde die Produktion von der Film- und Medienstiftung NRW, dem German Motion Picture Fund, FISA Filmstandort Austria und Creative Europe MEDIA.
Die Kamera führte Matthias Fleischer, die Musik schrieben Martin Glos, Jasmin Reuter und Christian Ziegler, die Montage verantworteten Denys Darahan, Barbara Gies und Julia Karg und das Casting Emrah Ertem. Das Kostümbild gestaltete Lucia Faust, das Szenenbild Jurek Kuttner, die Maske Hannah Fischleder, Skadi Lesske und Astrid Weber, den Ton Uwe Bossenz, Anton Feist und Luise Hofmann. Als Intimitätskoordinatorin fungierte Anna König und als Green Consultant Beatrice Degenhart.

## Veröffentlichung
Premiere der ersten drei Folgen war am 18. Oktober 2024 am Film Festival Cologne.
Auf Canal+ erfolgte die Veröffentlichung ab dem 13. Dezember 2024.
In der ARD-Mediathek wurde die Serie am 10. Januar 2025 veröffentlicht, die Erstausstrahlung im Ersten erfolgte am 22. Januar 2025.

## Episodenliste
| Nr. (ges.) | Nr. (St.) | Originaltitel                           | Erstveröffentlichung |
| ---------- | --------- | --------------------------------------- | -------------------- |
| 1          | 1         | Stadt ohne Knast                        | 13. Dez. 2024        |
| 2          | 2         | Böse Menschen gibt es nicht             | 13. Dez. 2024        |
| 3          | 3         | Schuld und Vergebung                    | 13. Dez. 2024        |
| 4          | 4         | Täter in Gefahr                         | 13. Dez. 2024        |
| 5          | 5         | Freiheit in Fesseln                     | 13. Dez. 2024        |
| 6          | 6         | Ganz oder gar nicht?                    | 13. Dez. 2024        |
| 7          | 7         | Eure Freiheit ist unser Knast           | 13. Dez. 2024        |
| 8          | 8         | Wir dürfen die Hoffnung nicht verlieren | 13. Dez. 2024        |

## Rezeption

### Kritiken
Thomas Gehringer vergab auf tittelbach.tv fünf von sechs Sternen. Die spannende Idee sei auf der politischen Ebene nur mäßig glaubwürdig, gehe aber dank starker Figuren und dramatischer Wendungen überzeugend auf.
prisma.de bezeichnete die Produktion als spannende Serie mit wendungsreicher Handlung, die sich wohltuend von der Flut an klassischen Krimi-Formaten abhebe. Zu den Stärken gehörten überzeugende Schauspieler, interessante Figuren und ein breiter Ansatz. Hingegen scheine der Umfang des Projekts wenig glaubwürdig oder politisch umsetzbar, das Drehbuch wirke zu radikal und suche zu bewusst den Konflikt. Dadurch bliebe das Ergebnis eher ein Gedankenspiel.
Oliver Armknecht bewertete die Serie auf film-rezensionen.de mit sechs von zehn Punkten. Es gebe durchaus interessante Ansätze und Themen, die Umsetzung sei jedoch streckenweise plakativ, statt Tiefgang gebe es Hysterie. Insgesamt sei die Serie aber zumindest solide, zumal es auch einige emotionale Momente gibt.

### Einschaltquote
Die Auftaktfolge fand bei Erstausstrahlung am 22. Januar 2025 im Ersten 1,80 Millionen Zuschauer, der Marktanteil lag bei 7,2 Prozent. Die zweite Folge sahen 1,50 Millionen Personen bei einem Marktanteil von 6,2 Prozent. Im Schnitt kamen die acht Episoden auf 0,75 Millionen Zuschauer und einen Marktanteil von 5,8 Prozent.

### Auszeichnungen und Nominierungen
Deutscher Schauspielpreis 2025
- Nominierung in der Kategorie Schauspieler in einer dramatischen Hauptrolle (Johannes Kienast)[17]